# IC 1856
IC 1856 ist eine Balken-Spiralgalaxie vom Hubble-Typ SBab im Sternbild Walfisch südlich des Himmelsäquators. Sie ist schätzungsweise 290 Millionen Lichtjahre von der Milchstraße entfernt und hat einen Durchmesser von etwa 95.000 Lichtjahren.

Im selben Himmelsareal befinden sich u. a. die Galaxien NGC 1087, NGC 1094, NGC 1104, IC 264.
Das Objekt wurde am 24. Januar 1898 vom französischen Astronomen Stéphane Javelle entdeckt.